# Азов (монитор)
«Азо́в» — корабль класса монитор, относящийся к типу «Азов»; один из пяти мониторов этого типа.

## История корабля
Монитор «Азов» был заложен в 1906-м году на судоверфи Stabilimento Tecnico Triestino в Триесте (Австро-Венгрия) по заказу Румынии, после чего секциями перевезён в Галац, где был собран и в 1907-м году спущен на воду под именем «Ion C. Bratianu» (в честь Йона Брэтиану, румынского государственного деятеля). В 1915-м году корабль был захвачен Австро-Венгрией и в 1916-17 годах прошёл модернизацию. С 1918 по 1920 кораблём владела Великобритания, которая затем передала его Румынии. В 1937-м году был произведён капитальный ремонт и модернизация корабля.

### Вторая мировая война
Монитор участвовал в боях на Дунае в июне 1941 года против советской Дунайской флотилии.
«Ion C. Bratianu», как и другие мониторы, капитулировал 26 августа 1944 года и к 10 сентября вошёл в состав румынской бригады мониторов под советским контролем. Позже румынский экипаж был заменён советским и 10 ноября корабль был передан в состав Дунайской военной флотилии. 30 октября монитор получил имя «Азов» и был включён в 1-й дивизион мониторов 1-й Керченской Краснознамённой бригады речных кораблей.
21 декабря прибыл в Турну-Северин для ремонта и зимовки. В начале марта 1945 года вступил в кампанию и 13 марта провёл учебные стрельбы, после чего встал на размагничивание, но в дальнейшем все переходы совершал в сопровождении электромагнитных трал-барж.
5 апреля «Азов» поддерживал огнём наступление войск 1-й югославской армии с позиции в районе Бачка Паланка. 12 апреля осуществлял огневую поддержку высадки десанта в районе Сотин-Опатовац, принимал участие в Венской наступательной операции.
Окончание войны встретил в Нови-Саде.

### После войны
«Азов» выведен из боевого состава 28 февраля 1948 года, был законсервирован и поставлен на отстой в Кислицах. 3 июля 1951 года был возвращён в Румынию и до 1960 года входил в состав румынских ВМС под индексом «М² 02», после чего был сдан на слом.

## Технические данные
- Водоизмещение, т:

нормальное — 700
полное — 750
- Главные размерения, м:

длина наибольшая — 62
ширина наибольшая — 10,5
осадка наибольшая — 1,76
- Высота над ватерлинией, м:

верхней палубы — 0,75
палубы бака — 1,0
палубы юта — 0,5
ходового мостика — 4,5
клотика — 12,5
- Наибольшая скорость хода — 13,5 узлов (25 км/ч)
- Дальность плавания при скорости 9,7 узла (18 км/ч) — 1500 миль (2778 км)
- Бронирование, мм:

главный бортовой пояс
носовая часть — 20
кормовая часть — 40
верхняя палуба
носовая часть — 20
средняя часть — 60
кормовая часть — 40
над котельным отделением — 70
траверсы — 60
боевая рубка — 70
АУ ГК
носовая — 75
кормовая — 35
- Число рулей — 1
- Посты управления рулём: ходовой мостик, боевая рубка
- Главная энергетическая установка

тип — котломашинная
две паровые поршневые машины двойного расширения мощностью по 900 л. с.
главный котёл системы Ярроу, давление пара 18 кг/см², температура 207 °C.
- Движитель — два трёхлопастных гребных винта
- Топливо — мазут
- Запас воды, т

питьевая — 2,5
- Время приготовления машин к походу, мин

нормальное — 30
экстренное — 20
- Источник электроэнергии — три парогенератора постоянного тока напряжения 110 В.
- Водоотливные средства — три эжектора

## Экипаж
- Офицеров — 9
- Старшин — 35
- Рядовых — 75

Всего — 119

## Командный состав
- Командир
  - старший лейтенант Коган Михаил Яковлевич[3]
- Помощник командира
  - старший лейтенант Кащеев Николай Васильевич[4]
- Командир батареи автоматов и пулемётов
  - лейтенант Соколовский Борис Абрамович[5]
- Врач
  - старший лейтенант медицинской службы Соколов Николай Афанасьевич[6]
- Начальник службы снабжения
  - мичан Глинков Николай Александрович[7]

### Члены экипажа
- Ситковский, Анатолий Иванович[8] — зачислен в 1945 году в составе Дунайской краснознамённой военной флотилии.